# Hume City
Koordinaten: 37° 41′ S, 144° 55′ O

Hume City ist ein lokales Verwaltungsgebiet (LGA) im australischen Bundesstaat Victoria. Hume gehört zur Metropole Melbourne, der Hauptstadt Victorias. Das Gebiet ist 503 km² groß und hat etwa 200.000 Einwohner.
Hume liegt 13 bis 40 km entfernt vom Stadtzentrum von Melbourne am Nordrand der Stadt und enthält 25 Stadtteile: Attwood, Broadmeadows, Bulla, Campbellfield, Coolaroo, Dallas, Gladstone Park, Greenvale, Jacana, Kalkallo, Meadow Heights, Melbourne Airport, Mickleham, Oaklands Junction, Roxburgh Park, Somerton, Sunbury, Westmeadows, Yuroke und Teile von Clarkefield, Craigieburn, Diggers Rest, Donnybrook, Fawkner, Keilor und Tullamarine. Der Sitz des City Councils befindet sich in Broadmeadows.
Im Süden der City of Hume befindet sich der Flughafen Melbourne. Entsprechend hat sich hier wichtige Industrie niedergelassen, vor allem aus dem Fahrzeugbau (Ford Motor Company) und der Luftfahrtindustrie.
Fast jeder dritte Einwohner der City ist im Ausland geboren und etwa ein Drittel der Bevölkerung ist unter 18 Jahre alt.

## Verwaltung
Der Hume City Council hat neun Mitglieder, die von den Bewohnern der vier Wards gewählt werden (je zwei Councillor aus Airport, Jacksons Creek und Merri, drei aus Aitken Ward). Diese vier Bezirke sind unabhängig von den Stadtteilen festgelegt. Aus dem Kreis der Councillor rekrutiert sich auch der Mayor (Bürgermeister) des Councils.